# Poźrzadło

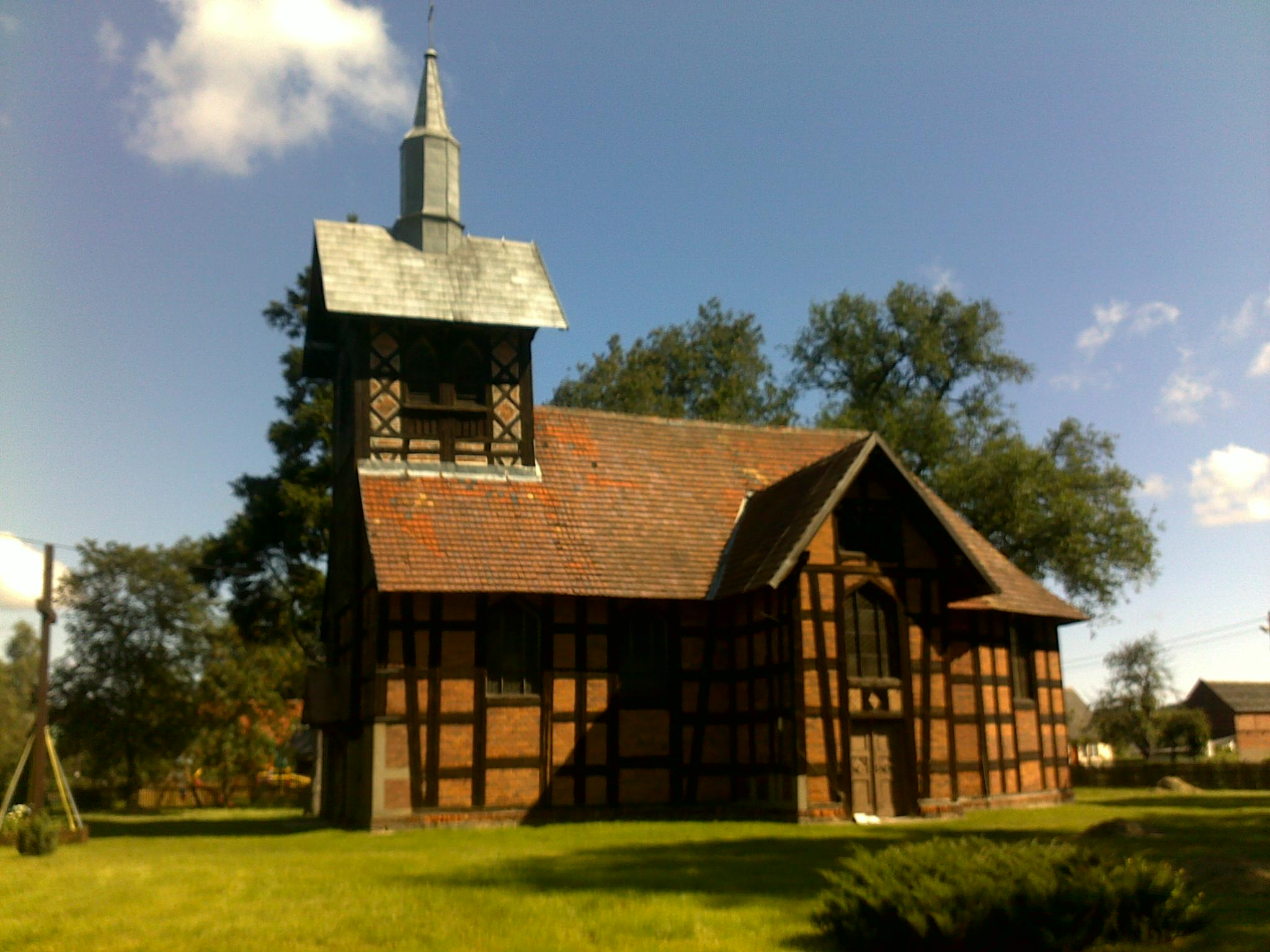
Dorfkirche im Fachwerk-Baustil

Spiegelberg (Poźrzadło) ist ein Dorf an der Trasse A2 Frankfurt (Oder) – Posen (Poznań). Das Dorf liegt in der polnischen Woiwodschaft Lebuser Land in der Nähe des Tourismusortes Łagów.
Bemerkenswert ist die Dorfkirche mit ihrem Fachwerk aus den Jahren 1760 bis 1766. Die Fenster und der Dachreiter stammen aus dem Jahr 1859. Auf dem Dorfanger steht das ehemalige Pfarrhaus (1818), ebenfalls aus Fachwerk und bedeckt mit einem Walmdach. Bis 1946 war sie eine Pfarrkirche der evangelischen Gemeinde, mit einer Filiale im Nachbardorf Topper.

## Söhne und Töchter
- Hanns von Zobeltitz (1853–1918), deutscher Schriftsteller
- Fedor von Zobeltitz (1857–1934), deutscher Schriftsteller und Journalist